# Nanajskij rajon
Il Nanajskij rajon (in russo Нанайский район?) è un municipal'nyj rajon del Kraj di Chabarovsk, nell'Estremo oriente russo.